# Jacques Savey
Pour les articles homonymes, voir Savey.
Le père Jacques Savey est un prêtre dominicain qui fut résistant français, né le 9 octobre 1910 à Brest et mort dans la nuit du 10 au 11 juin 1942, à la bataille de Bir Hakeim.

## Biographie
Dominicain, ordonné prêtre en 1934, il était missionnaire en Syrie (Djézireh) lors de la déclaration de guerre de 1939. Il fut alors mobilisé comme lieutenant dans les services de renseignements du Levant.
À l’armistice, il souhaita continuer à se battre du côté des Alliés mais aussi accompagner ses camarades combattants en tant que prêtre. Il se rendit donc à pied en Palestine puis, depuis Jérusalem il rejoignit le Caire.
Après s'être engagé dans les Forces françaises libres, il partit au camp de Moascar près d’Ismaïlia, prendre le commandement de la 3e compagnie du 1er bataillon d'infanterie de marine (BIM).
Devenu capitaine, il mena la 3e compagnie en mars 1941 contre les Italiens pendant la campagne d'Érythrée, la prise de Keren le 27 mars, et la prise de Massaoua le 8 avril au cours de laquelle il fit prisonniers 1 900 Italiens.
Pendant la campagne de Syrie en juin 1941, Jacques Savey fut nommé chef de bataillon et commandant du 1er BIM. À la campagne de Libye, aux côtés de la 1re brigade française libre du général Kœnig, il fit preuve une fois de plus de sa bravoure. À Bir Hakeim, au cours d'une sortie, touché par des éclats d'obus, il meurt, dans la nuit du 10 au 11 juin 1942.
Sa dépouille fut transférée en 1946 au cimetière des Dominicains d'Étiolles.
Il fut compagnon de la Libération à titre posthume (décret du 11 mai 1943).

## Décorations
- Chevalier de la Légion d'honneur
- Compagnon de la Libération à titre posthume par décret du 11 Mai 1943[1]
- Croix de guerre 1939-1945, palme de bronze
- Médaille de la Résistance française avec rosette par décret du 31 mars 1947[2]
- Médaille commémorative des services volontaires dans la France libre

## Sources
1. ↑  « Jacques SAVEY », sur Musée de l'Ordre de la Libération (consulté le 30 mai 2022)
2. ↑  « - Mémoire des hommes », sur www.memoiredeshommes.sga.defense.gouv.fr (consulté le 30 mai 2022)